# سيرة إباضية
تحتوي العديد من المخطوطات العمانية الإباضية التي اُكتُشفَن خلال العقود الأربعة الماضية، وخاصة في سلطنة عمان وشمال أفريقيا، على نصوص ما يسمى عادة بالسيرة التاريخية. وهي تنتمي إلى نوع مألوف من الأدب، وهو نوع أدبي كان يستخدم في مخاطبة عامة الناس في المساجد في العصر الإسلامي المبكر (القرنين الأول والثاني/السابع والثامن).
تنقل معظم السير وجهة نظر المدرسة وتتكون من عظات ورسائل موجهة إلى جماعة المؤمنين. يقوم الواعظ بقراءة هذه الرسائل بصوت عالٍ، موضحًا ما ينبغي أو لا ينبغي تصديقه، بالإضافة إلى الأعمال التي ينبغي أو لا ينبغي القيام بها. إن الوصايا في بداية السيرة طويلة نسبيًا وتعكس السياق الاجتماعي لعصرها. إن السير التي تمت مراجعتها وتحريرها حتى الآن تنتمي إلى ما يشار إليه بـفترة البصرة؛ وقد كُتب معظمها في العراق، في حين أن بعضها الآخر أُنتجَت خلال الفترة الإقليمية، أي الخارج.

## السير العماني
يمكن العثور على النصوص الفعلية للسير عمومًا في المخطوطات العمانية، على الرغم من وجود بعضها أيضًا في شمال إفريقيا، في حين تم إعادة نسخ بعضها في شرق إفريقيا (تحديدًا زنجبار)، إما بالكامل أو كمقتطفات. ويظهر كثير من هذه النصوص في الموسوعات الفقهية مثل بيان الشرع لمحمد بن إبراهيم الكندي (ت 508/1115) والمصنف لأبي بكر الكندي (ت 557/1126). وفي وقت لاحق، ظهرت في مجلدات بعناوين مثل السير العمانية أو الإباضية.
جميع السير التي وصلتنا على شكل مخطوطات كتبت في عمان في عهد اليعاربة (1624-1741م). وقد تم بعد ذلك نسخها وإعادة إصدارها في مجموعات أخرى، حيث اختار كل ناسخ تلك الأجزاء التي اعتبرها مناسبة لكتابه أو مجموعته الخاصة. وقد استمر هذا الوضع حتى وقت قريب نسبيًا. ولهذا السبب هناك اختلافات بين أعداد وأنواع السير المختلفة، وكذلك في ترتيبها وتصنيفها.

## الأعمال العلمية والسير الإباضية
وقد بدأ العلماء يهتمون بشكل خاص بهذه السير منذ بداية عام 1980. وكان هناك سببان رئيسان لذلك: الأول، أنهم كانوا مصدرًا موثوقًا للمعلومات حول الأحداث خلال الفترة الإسلامية المبكرة. ثانيًا، كانت تحتوي على معلومات من وجهة نظر إباضية حول السياسة والمعتقدات خلال الفترة التكوينية للإسلام . وقد كان أسلوبهم البلاغي المميز يعني أنهم كانوا مختلفين عن الأدبيات العربية الأخرى في ذلك الوقت، وجعلهم جذابين بوصفهم مصدرًا للمعلومات والمحتوى التاريخي طوال العصور التالية.
قام مايكل كوك بتحرير ونشر عدد من النصوص الإباضية القديمة تحت عنوان العقيدة الإسلامية المبكرة. ومن بين الأعمال الأخرى حول هذا الموضوع رسالة سليم بن ذكوان بقلم باتريشيا كرون وفريتز زيمرمان (2001)، وأربعة عشر نصًا حررها مؤخرًا ويلفريد مادلونج وعبد الرحمن السليمي.

## محتوى السيرة الإباضي
تتضمن هذه السير مجموعة واسعة من المواد: الأسئلة العقائدية التي نوقشت في الدوائر الإسلامية المبكرة، والقضايا السياسية من منظور المجتمع الإباضي. وتسمح النصوص الموثقة للباحث بإجراء تحليل مفصل للمعتقدات الإباضية المبكرة ضمن السياق الأوسع للخطاب الإسلامي المعاصر.